# 頹廢主義運動

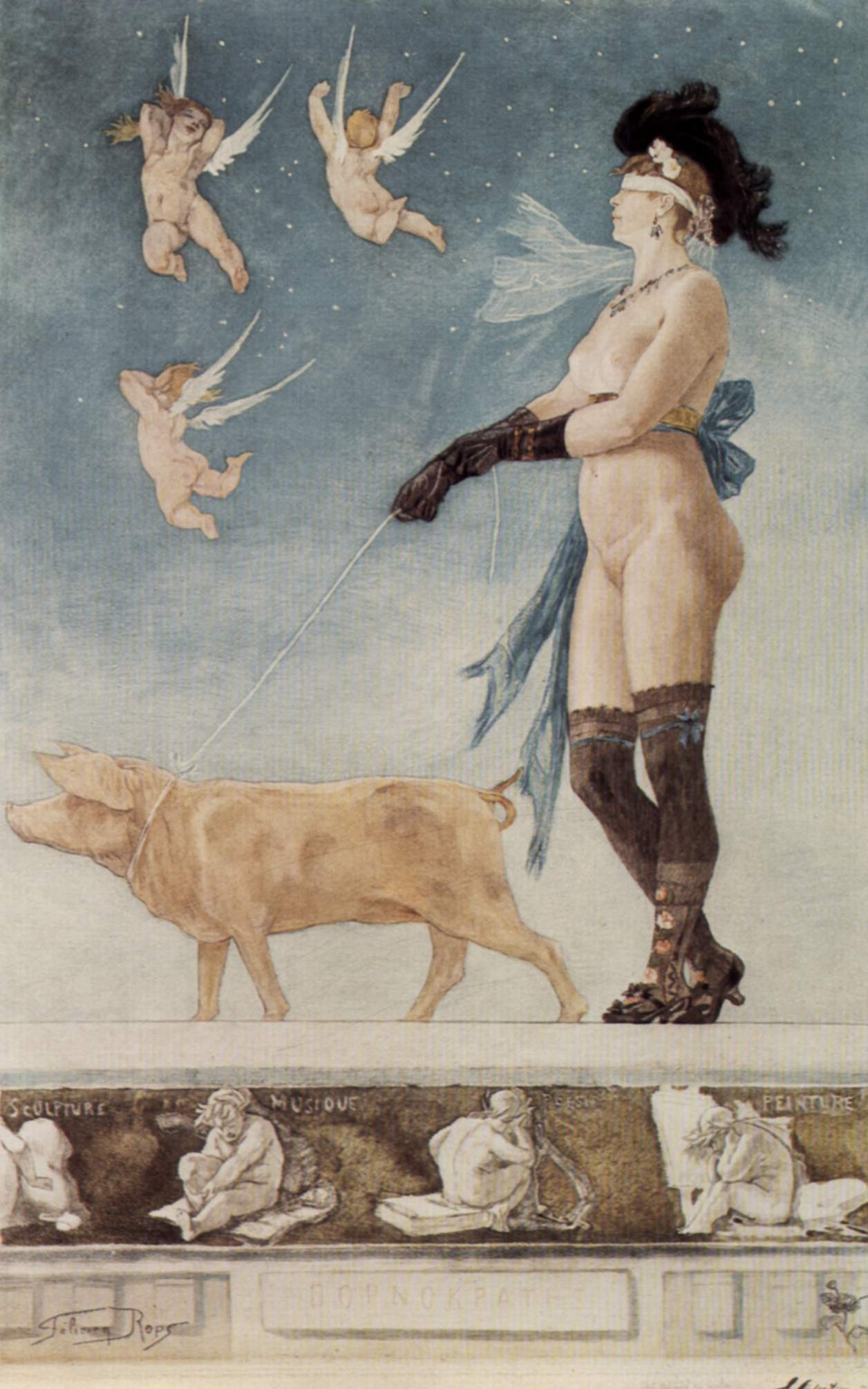
费利西安·罗普斯的頹廢主義作品《色情畫》

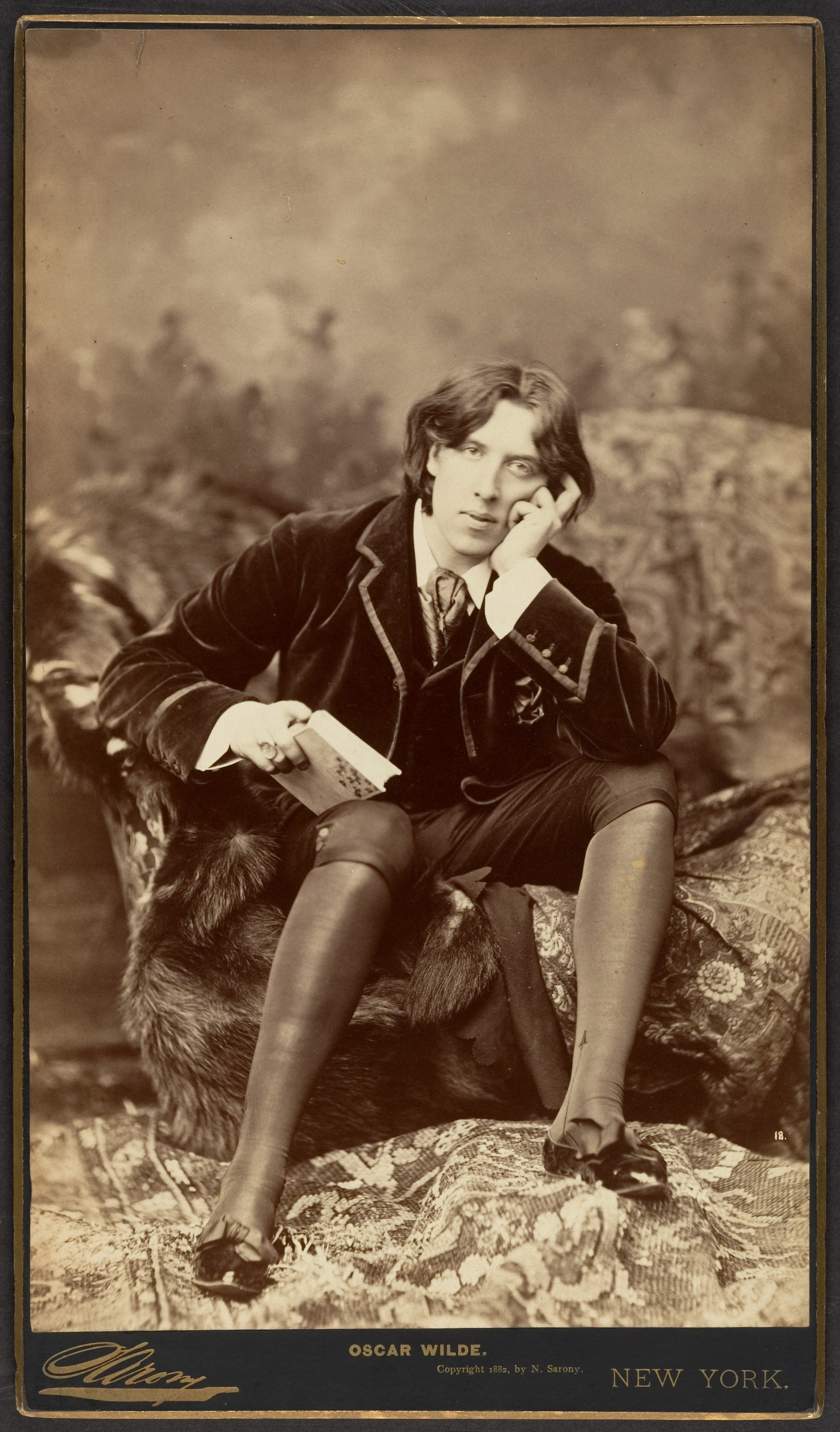
王爾德也是典型的頹廢派作家

頹廢主義運動（Décadentisme）是19世紀起源于法國、之後擴展到整個西歐的一場藝術和文學運動，在當代的美國也有一定的影響力。其名最初是評論家們對一些讚美人工事物、反對早期浪漫主義的作家給出的貶義稱呼，之後一部分作家，如泰奥菲尔·戈蒂耶和夏尔·波德莱尔反而接受了這樣的稱呼，開始自稱頹廢派。 他們很大程度上是受到了哥特文學及愛倫坡作品的影響，同時與象徵主義和唯美主義有一定的關聯。

## 作家与艺术家

### 作家
| 法国 - 夏尔·波德莱尔 (1821–1867) - 莱昂·布卢瓦 (1846–1917) - 雷米·德·古尔蒙 (1858–1915) - 若利斯·卡尔·于斯曼 (1848–1907) - 奥克塔夫·米尔博 (1848–1917) - 罗贝尔·德孟德斯鸠 (1855–1921) - 阿蒂尔·兰波 (1854–1891) - 保罗·魏尔伦 (1844–1896) - 維利耶·德·利爾-亞當 (1838–1889) | 奥地利 - 彼得·艾騰貝格 (1859–1919) - 阿尔弗雷德·库宾 (1877–1959) - 亞瑟·史尼茲勒 (1862–1931) 俄国 - 因诺肯季·费奥多罗维奇·安年斯基 (1855–1909) - 康斯坦丁·巴尔蒙特 (1867–1942) - 瓦列里·布留索夫 (1873–1924) - 季娜依达·吉皮乌斯 (1869–1945) - 德米特里·谢尔盖耶维奇·梅列日科夫斯基 (1866–1941) | 英国 - 理查德·弗朗西斯·伯顿 (1821–1890) - 奥斯卡·王尔德 (1854–1900) - 亞瑟·馬欽 (1863– 15 December 1947) - 阿尔加侬·斯温伯恩 (1837–1909) - 奥伯利·比亚兹莱 (1872–1898) - 麥克斯·畢爾邦 (1872–1956) 意大利 - 阿里格·博伊托 (1842–1918) - 加布里埃尔·邓南遮 (1863–1938) - 路伊吉·皮兰德娄 (1867–1936) - 伊塔洛·斯韋沃 (1861–1928) | 比利时 - 让·德尔维勒 (1867–1953) - 喬治·羅登巴克 (1855–1898) - 埃米尔·维尔哈伦 (1855–1916) 荷兰 - 路易斯·库佩勒斯 (1863–1923) 西班牙 - 拉蒙·德尔巴列-因克兰 (1866–1936) 美国 - 克拉克·阿什頓·史密斯 (1893-1961) - 羅伯特·錢伯斯 (1865–1933) |  |  |

### 视觉艺术
| 德奥 - 弗朗茨·馮·拜羅斯 (1866-1924) - 马克斯·克林格尔 (1857–1920) - 古斯塔夫·克林姆 (1862–1918) - 弗朗茨·冯·施图克 (1863–1928) | 比利时 - 让·德尔维勒 (1867–1953) - 费利西安·罗普斯 (1833–1898) | 英国 - 奥伯利·比亚兹莱 (1872–1898) | 法国 - 居斯塔夫·莫罗 (1826–1898) - 奥迪隆·雷东 (1840–1916) - 亨利·德·土魯斯-羅特列克 (1864–1901) |  |  |